# Lyndon B. Johnson
Lyndon Baines Johnson (ook bekend onder zijn intialen LBJ) (Stonewall, Texas, 27 augustus 1908 – aldaar, 22 januari 1973) was de 36e president van de Verenigde Staten.

## Politieke carrière en verkiezing tot president
Johnson was een politicus van de Democratische Partij en was van 1937 tot 1949 afgevaardigde voor het 10e district van de staat Texas. Daarna was hij tot 1961 senator voor Texas. Tijdens de Amerikaanse presidentsverkiezingen van 1960 was Johnson kandidaat voor de nominatie van de Democratische Partij. Hij verloor de nominatie aan John F. Kennedy, die Johnson als zijn running mate koos. Samen met Johnson versloeg Kennedy de Republikeinse kandidaat Richard Nixon en diens running mate Henry Cabot Lodge jr.
Op 22 november 1963 werd president Kennedy vermoord tijdens een toer door de stad Dallas. Johnson, zelf een Texaan, trad tijdens deze trip op als gastheer, Kennedy is nog op zijn ranch op bezoek geweest. Johnson reed mee in dezelfde stoet, maar werd niet geraakt. Hij werd diezelfde dag beëdigd als de 36e president van de Verenigde Staten. Bij de Amerikaanse presidentsverkiezingen van 1964 werd hij met running mate Hubert Humphrey ruimschoots herkozen en versloeg hij de Republikeinse kandidaat Barry Goldwater en diens running mate William Miller.

## Great Society
In de Verenigde Staten wordt Johnson vrijwel unaniem omschreven als een buitengewoon bekwame en slimme politicus die veel van zijn sociale plannen door het Amerikaans Congres wist te loodsen. Dit sociale beleid gaf hij de naam Great Society. Hij introduceerde onder andere Medicare, een ziekteverzekering voor bejaarden. Ook begon hij met wetgeving ter bestrijding van milieuvervuiling. Daarnaast was Johnson actief op het vlak van burgerrechten. Zo wist hij er de Civil Rights Act of 1964 door te krijgen, die segregatie afschafte. Op 6 augustus 1965 ondertekende hij de Voting Rights Act, hierdoor nam het aantal zwarte kiezers en verkozenen exponentieel toe. Begin 1966 benoemde hij Robert C. Weaver tot minister van ruimtelijke ordening en volkshuisvesting, de eerste zwarte Amerikaan die lid werd van een Amerikaanse regering. Ook benoemde hij Thurgood Marshall tot eerste zwarte opperrechter.

## Vietnamoorlog
Johnson had het conflict in Vietnam geërfd van John F. Kennedy, maar onder LBJ's presidentschap zou het conflict ontsporen tot een open oorlog. Vanaf het Tonkin-incident in 1964 tot het einde van zijn presidentschap in 1969 zou de oorlog steeds verder opgevoerd worden. De oorlog ging zo echter steeds meer geld kosten, waardoor de Amerikaanse economie eind jaren zestig achteruit ging en waardoor LBJ zijn Great Society niet kon realiseren op de manier die hij graag wilde. De oorlog leidde tot veel oppositie, ook binnen zijn eigen partij. Voor de presidentsverkiezingen van 1968 vond Johnson een geduchte concurrent in senator Robert F. Kennedy. Op 31 maart 1968 hield Johnson een rechtstreeks op televisie uitgezonden persconferentie in de Grand Ballroom van het Hilton Chicago, waarin hij aankondigde dat hij zich niet kandidaat stelde voor herverkiezing. Hij verliet het Witte Huis op 20 januari 1969. Johnsons opvolger Nixon beloofde een eervol einde van de Vietnamoorlog.

## Israël
Johnson nam het stokje van Frankrijk over als de grote buitenlandse wapenleverancier van Israël. In 1964 gaf hij $52 miljoen aan civiele hulp, Skyhawkvliegtuigen en Pattontanks en overig militair materieel. Deze wapens zouden in 1967 het verschil maken tijdens de Zesdaagse Oorlog, bijvoorbeeld bij de eerste Israëlische verrassingsaanval die de Egyptische luchtmacht uitschakelde. Vanaf dat jaar tot op heden zouden de VS deze rol van geldschieter en wapenleverancier aan Israël meer en meer spelen.
Hij werd overigens woedend toen hem het bericht bereikte dat Israël zijn toevlucht had gezocht tot oorlog (in 1967). Hij zou deze beslissing heel zijn leven als een grote vergissing blijven beschouwen.

## Overlijden
Johnson overleed op 22 januari 1973 aan een hartstilstand. Hij werd 64 jaar oud. Johnsons weduwe, Lady Bird Johnson, overleed 34 jaar later.

## Trivia
- Johnson (LBJ) is de vierde president van wie veel Amerikanen de initialen kennen, na TR, FDR en JFK.
- Zijn vrouw, Claudia Alta Tailor, kreeg als kind al de bijnaam Lady Bird ('lieveheersbeestje') en werd bij haar huwelijk Lady Bird Johnson (LBJ). Ook zijn dochters Lynda Bird en Luci Baines hadden dezelfde initialen als hijzelf. Zijn hond heette Little Beagle Johnson.
- Tijdens demonstraties tegen de Vietnamoorlog scandeerden actievoerders in Nederland de kreet Johnson moordenaar. In 1967 oordeelde de Hoge Raad dat dit strafbaar was. Nadien klonk het Johnson molenaar.

- Johnson opent tentoonstelling in Amsterdam (Polygoonjournaal 1963)

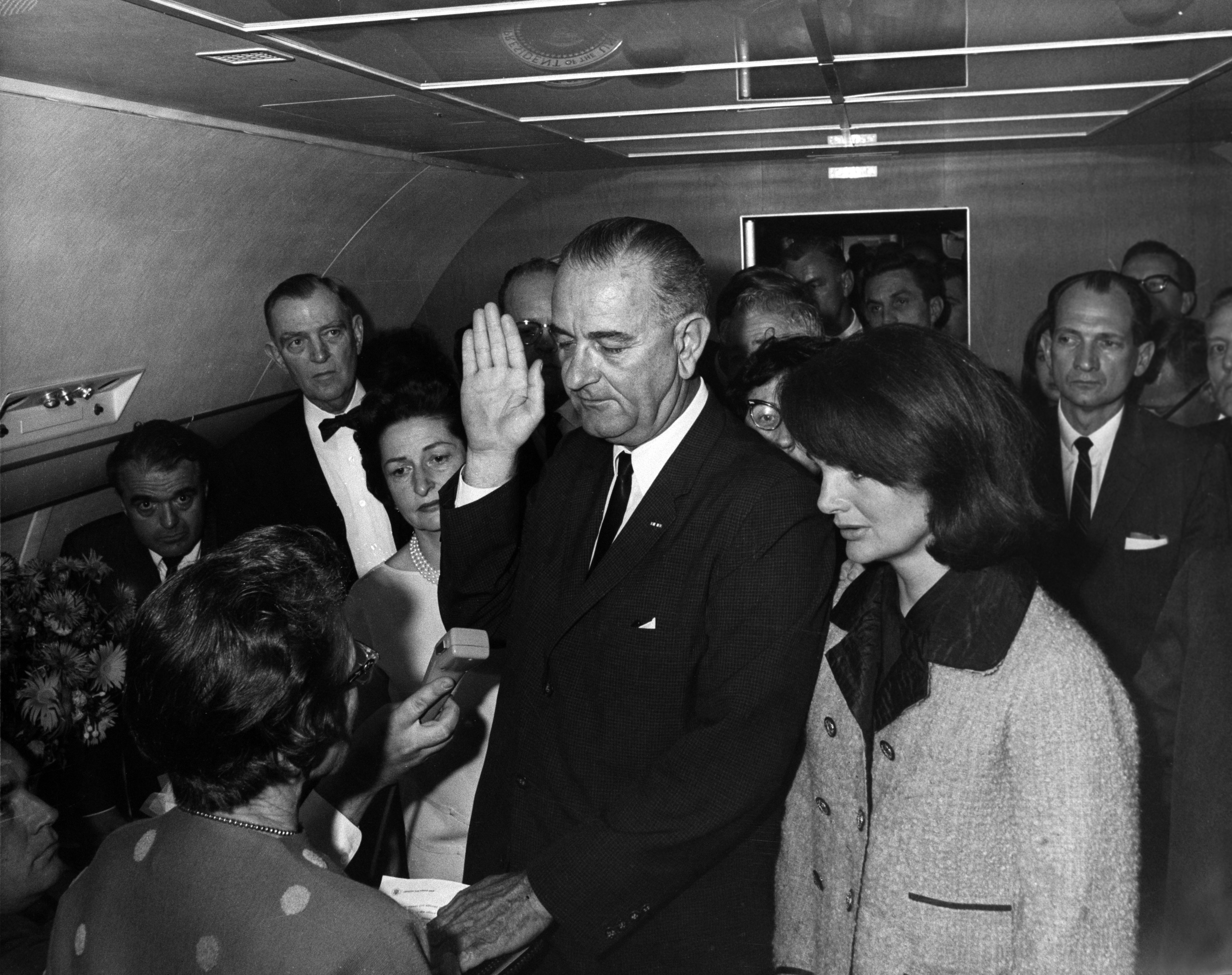
Lyndon B. Johnson wordt beëdigd als de 36ste president, na de dood van John F. Kennedy
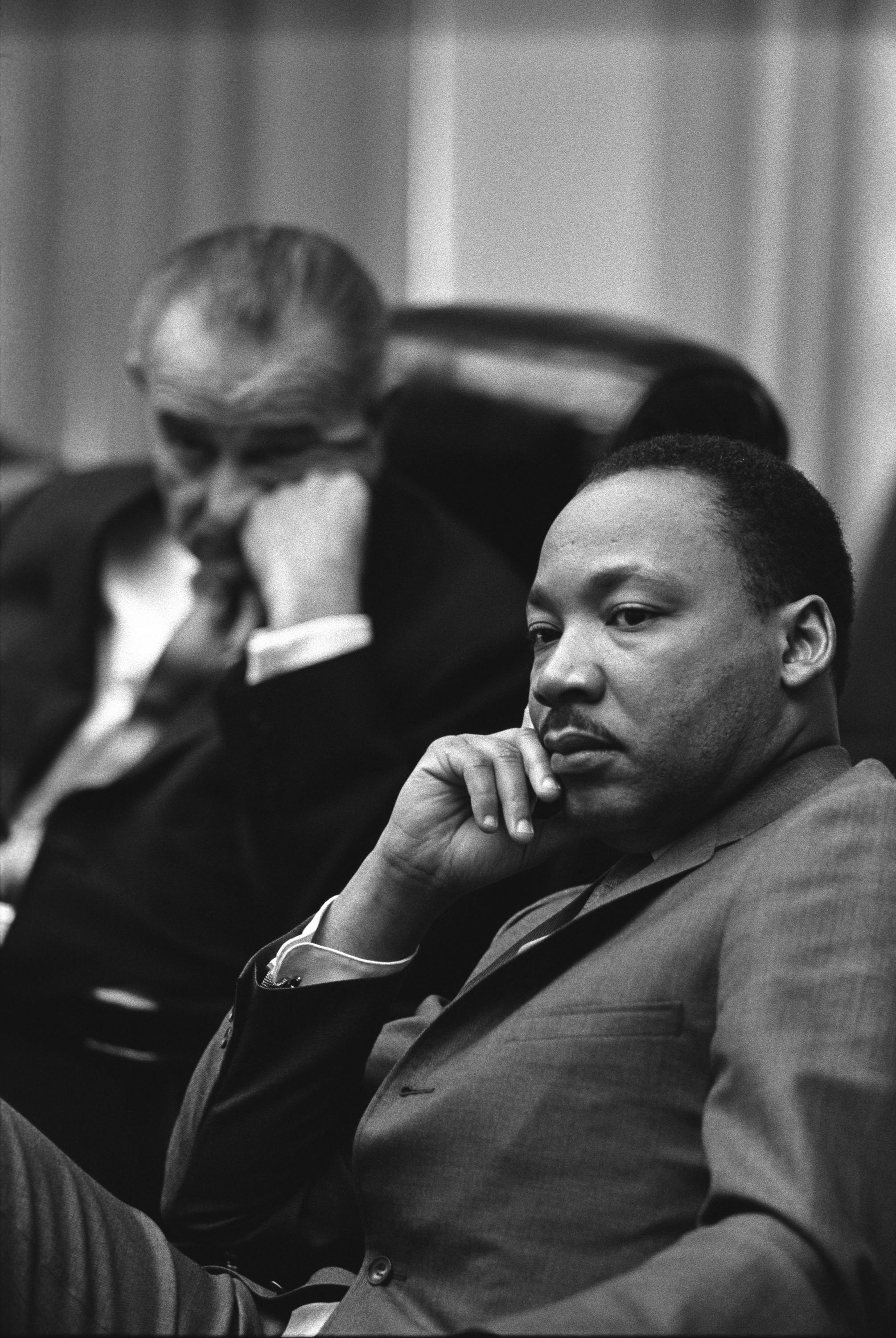
Lyndon B. Johnson en Martin Luther King in 1966
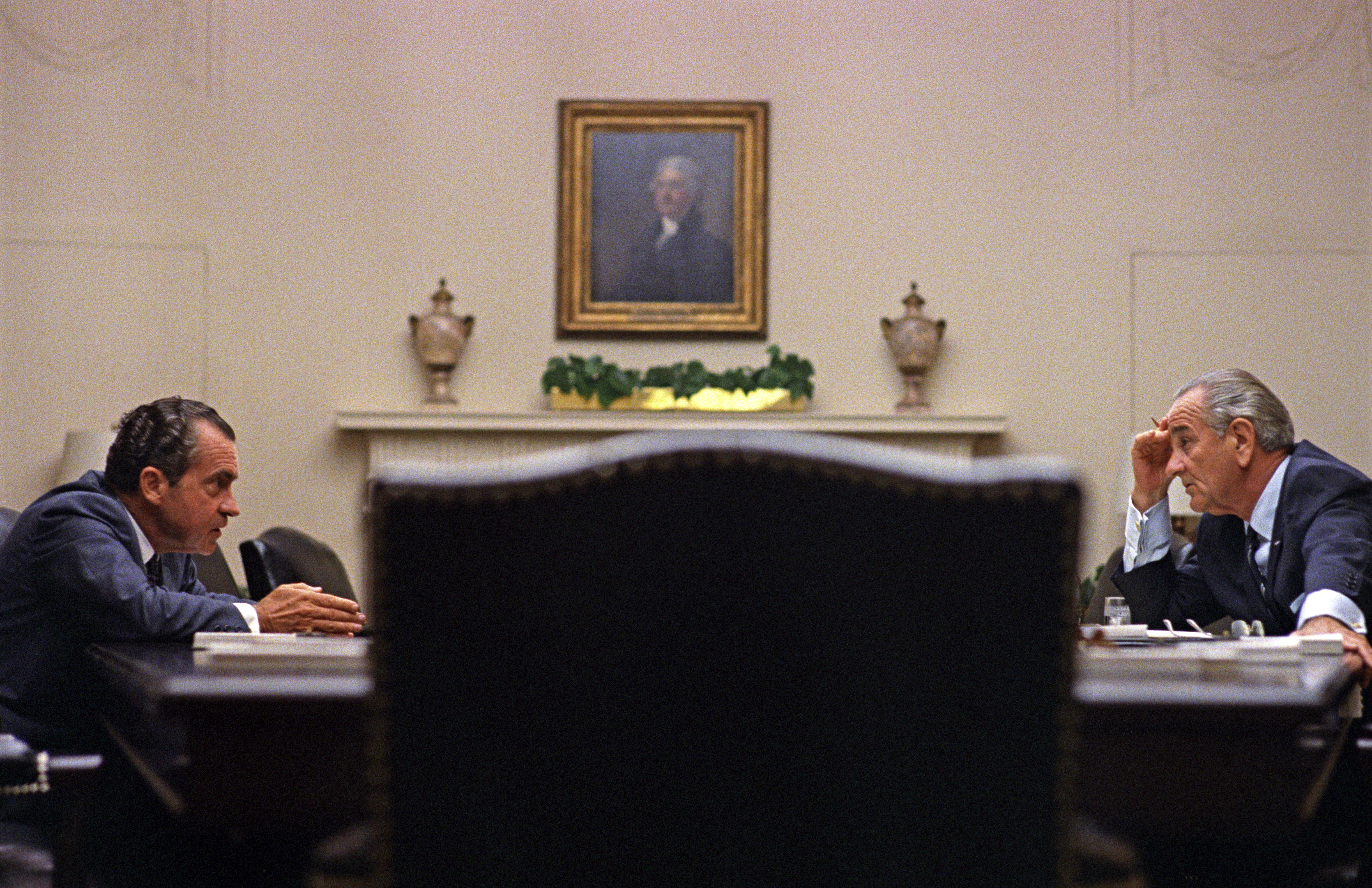
Johnson en Richard Nixon in 1968
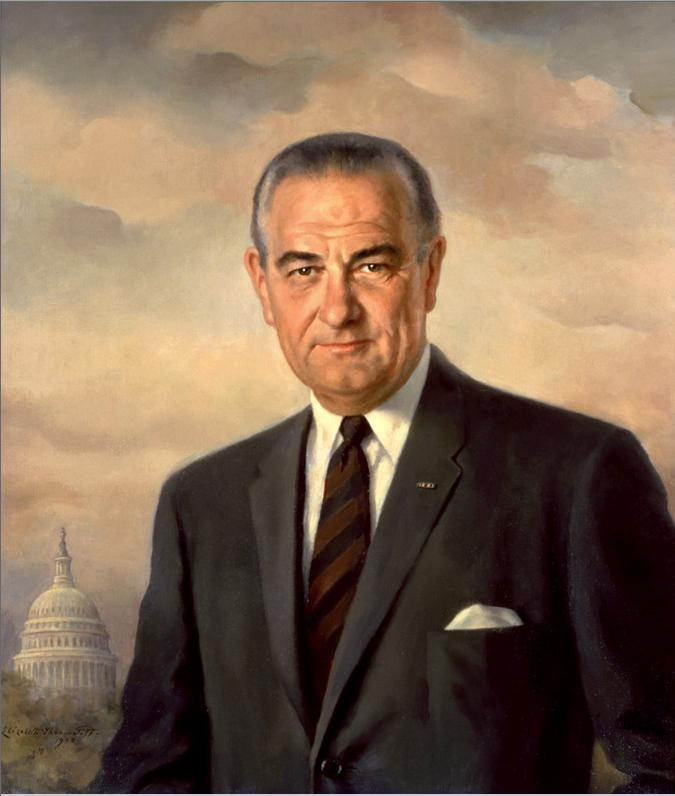
Staatsieportret
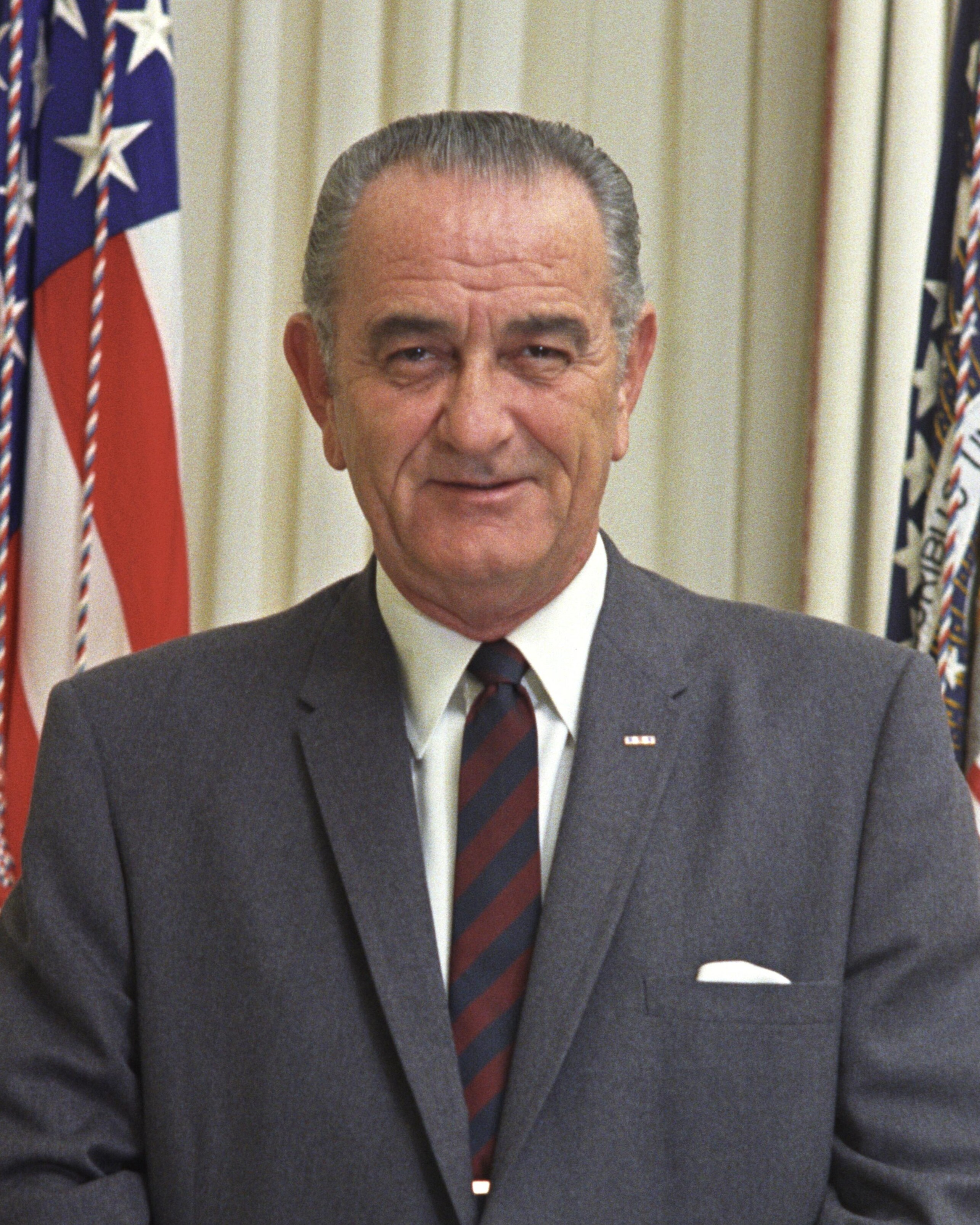
Witte Huis in 1969